# Драгосава
Драгосава (чорн. Dragosava/Драгосава) — село (поселення) в Чорногорії, підпорядковане общині Беране. Християнське поселення з населенням 171 мешканців.

## Населення
Динаміка чисельності населення (станом на 2003 рік):
- 1948 → 284
- 1953 → 324
- 1961 → 295
- 1971 → 197
- 1981 → 250
- 1991 → 240
- 2003 → 171

Національний склад села (станом на 2003 рік):
Слід відмітити, що перепис населення проводився в часи міжетнічного протистояння на Балканах й тоді частина чорногорців солідаризувалася з сербами й відносила себе до спільної з ними національної групи (найменуючи себе югославами-сербами — притримуючись течії панславізму). Тому, в запланованому переписі на 2015 рік очікується суттєва кореляція цифр національного складу (в сторону збільшення кількості чорногорців) — оскільки тепер чіткіше проходитиме розмежування, міжнаціональне, в самій Чорногорії.